# Geoffrey Stewart
Geoffrey Peter Stewart, avstralski veslač, * 15. december 1973.
Geoffrey je brat dvojček avstralskega veslača Jamesa Stewarta in starejši brat veslača Stephena Stewarta. Z bratoma so bili prvi Avstralci, ki so skupaj nastopili na enih olimpijskih igrah, vsi trije pa so obiskovali Newington College (1984-1991). Prav tako je vse tri treniral olimpijec in diplomant istega kolidža, Michael Morgan.
Geoffrey je za Avstralijo nastopil na Poletnih olimpijskih igrah 1996, 2000 in 2004.
Na igrah v Atlanti je veslal v osmercu, ki je na koncu osvojil šesto mesto.
V Sydneyju je z bratom Jamesom veslal v četvercu brez krmarja, ki je osvojil bronaso medaljo, prav tako tretje mesto pa je osvojil leta 2004 v Atenah, ko je skupaj z obema bratoma veslal v osmercu.